# Идеал (теория на пръстените)
Идеал в теория на пръстените е подмножество на пръстен притежаващо специални свойства.
Идеалът е конструкция подобна на нормалната група от теория на групите. Използвайки идеали може да се образуват факторпръстени, както чрез използване на нормални групи се образуват факторгрупи.

## История на понятието
Идеалите са въведени от Рихард Дедекинд през 1876 в книгата му Лекции по теория на числата (Vorlesungen über Zahlentheorie). Появяват се като обобщение на понятието идеално число въведено от Ернст Кумер. Основни заслуги за развитието на теория на идеалите имат Давид Хилберт и Еми Ньотер.

## Формални определения
Нека {\displaystyle R} е пръстен. Подмножеството {\displaystyle I} на {\displaystyle R}, ще наричаме ляв(съответно десен) идеал, ако {\displaystyle I} е непразно и са удоволетворени условията:
1. {\displaystyle a,b\in I\Rightarrow a-b\in I}
2. {\displaystyle a\in I,r\in R\Rightarrow ra\in I(ar\in I)}

{\displaystyle I}, ще наричаме двустранен идеал или само идеал, ако е едновременно ляв и десен идеал (означава се с {\displaystyle I\trianglelefteq R}). Ако пръстенът е комутативен, то всеки ляв/десен идеал е двустранен идеал.
Сума на идеали дефинираме, като множеството {\displaystyle I+J=\{i+j\ |\ i\in I,j\in J\},\ I,J\trianglelefteq R}.
Собствен идеал {\displaystyle I} е идеал, който не съвпада, като множество, с {\displaystyle R} (бележи се с {\displaystyle I\triangleleft R}).

## Примери
- Всяка адитивна подгрупа на целите числа е идеал в пръстена на целите числа. Четните числа образуват идеал в пръстена {\displaystyle \mathbb {Z} }.
- В пръстена на квадратните матрици, подмножеството от матрици, чиито последен стълб е съставен само от нули, е ляв (, но не десен) идеал. Обратно, подмножеството от матрици, чиито последен ред е съставен само от нули, е десен (, но не ляв) идеал.
- {\displaystyle \{0\}} и {\displaystyle R} са идеали във всеки пръстен {\displaystyle R}.
- Компактните оператори образуват идеал в пръстена на ограничените оператори.

## Видове идеали
- Максимален идеал. {\displaystyle I} наричаме максимален идеал ако не съществува друг собствен идеал {\displaystyle J} такъв, че да съдържа {\displaystyle I} като подмножество.
- Прост идеал е собствен идеал, за който е изпълнено: {\displaystyle a,b\in R}, ако {\displaystyle ab\in I}, то следва, че поне едно от a и b принадлежи на {\displaystyle I}.
- Примитивен идеал. Ако за всеки {\displaystyle a,b\in R}, ако от {\displaystyle ab\in I}, следва че поне едно от a и bn принадлежи на {\displaystyle I} за някое n – естествено. Всеки прост идеал е примитивен, но обратното не е вярно.
- Главен идеал е идеал породен от един елемент a на комутативен пръстен с единица {\displaystyle R}, бележи се {\displaystyle (a)=\{ar\ |\ r\in R\}}. Лесно се вижда, че {\displaystyle (1)=R}.
- Неприводим идеал е такъв, който не може да се представи като сечение на идеали, които го съдържат като собствено подмножество.
- Два идеала {\displaystyle I} и {\displaystyle J} се наричат комаксимални, ако {\displaystyle x+y=1} за някое {\displaystyle x\in I} и {\displaystyle y\in J}.

## Свойства на идеалите
- Един идеал е собствен тогава и само тогава, когато не съдържа 1.
- Всеки собствен идеал се съдържа в максимален идеал.
- Комутативен пръстен с 1 е поле тогава и само тогава, когато няма нетривиални идеали (различни от {0} и самият пръстен).
- Всеки идеал е непразен, защото 0 принадлежи на идеала, следователно идеалът е подгрупа на адитивната група на пръстена, както и подпръстен на пръстена.
- Всеки ляв/десен идеал на {\displaystyle R} е ляв/десен R-подмодул на {\displaystyle R}.
- Сечение на леви/десни/двустранни идеали е ляв/десен/двустранен идеал.
- Всеки идеал е псевдопръстен.
- Идеалите на един пръстен образуват полупръстен с действия събиране и умножение на идеали.